# Калиновка (село, Игринский район)
Калиновка — село в Игринском районе Удмуртской Республики России.

## География
Село находится в центральной части республики, в зоне хвойно-широколиственных лесов, в пределах Верхнекамской возвышенности, на левом берегу реки Унтемки, на расстоянии примерно 5 километров (по прямой) к юго-западу от посёлка Игра, административного центра района. Абсолютная высота — 185 метров над уровнем моря.

### Климат
Климат характеризуется как умеренно континентальный, с продолжительной холодной многоснежной зимой и относительно коротким тёплым летом. Среднегодовая многолетняя температура воздуха составляет 2,7 °С. Средняя температура воздуха самого тёплого месяца (июля) — 18,7 °C (абсолютный максимум — 36,6 °C); самого холодного (января) — −13,5 °C (абсолютный минимум — −47,5 °C). Среднегодовое количество атмосферных осадков составляет около 500 мм, из которых большая часть выпадает в тёплый период.

### Часовой пояс
Село Калиновка, как и вся Удмуртская Республика, находится в часовой зоне МСК+1. Смещение применяемого времени относительно UTC составляет +4:00.

## Население
| 2010 | 2012 |
| ---- | ---- |
| 183  | ↗185 |

### Национальный состав
Согласно результатам переписи 2002 года, в национальной структуре населения русские составляли 49 % из 210 чел., удмурты — 48 %.